# Live from Milan (Tyketto)
Live from Milan è un album dal vivo del gruppo musicale statunitense Tyketto, pubblicato nel 2017 dalla Frontiers Records.

## Tracce
1. Introduction – 2:07
2. Sail Away – 7:03
3. Strip Me Down – 4:34
4. Nothing but Love – 3:58
5. Walk on Fire – 5:35
6. Lay Your Body Down – 9:08
7. Standing Alone – 5:31
8. Seasons – 4:48
9. Burning Down Inside – 5:12
10. Wings – 4:35
11. Forever Young – 6:36
12. Rescue Me – 4:24
13. Dig in Deep (solo nei formati DVD e Blu-ray Disc)
14. Reach – 6:34

## Formazione
- Danny Vaughn – voce, chitarra acustica
- Chris Green – chitarra, cori
- Chris Childs – basso, cori
- Michael Arbeeny – batteria, cori
- Ged Rylands – tastiere, cori